# Estádio Hailé Pinheiro

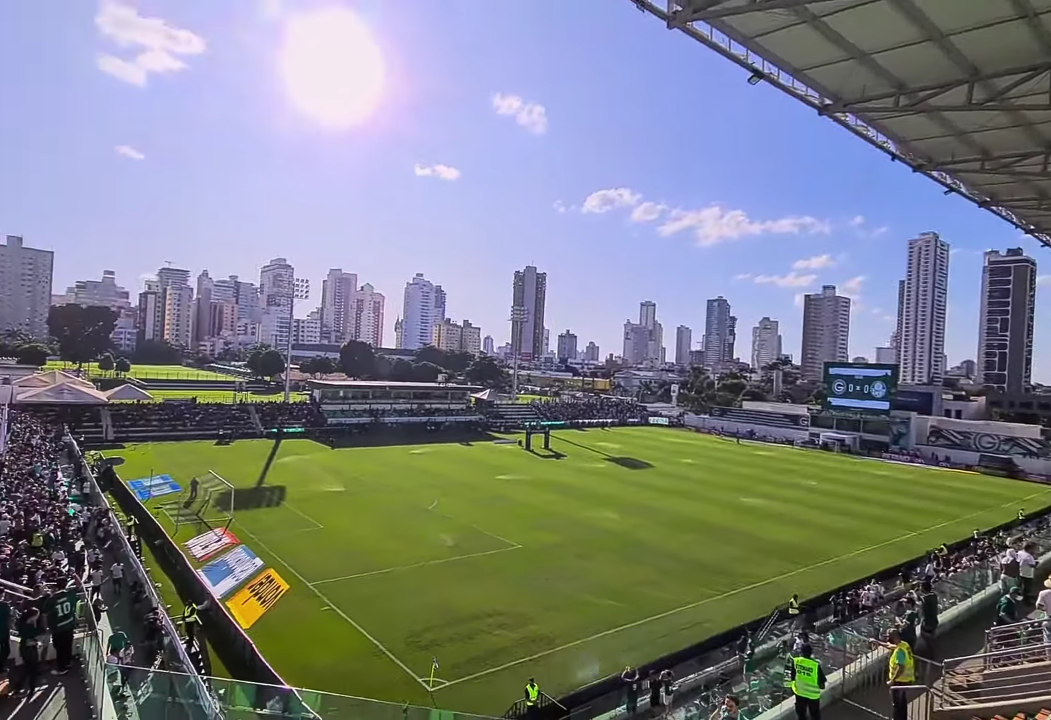
Serrinha em um jogo de 2022.

O Estádio Hailé Pinheiro, também conhecido como Estádio da Serrinha é um estádio de futebol brasileiro localizado no Setor Bela Vista, um bairro nobre no município de Goiânia, capital do estado de Goiás. É um estádio particular, de propriedade do Goiás Esporte Clube.

## História
A Sede da Serrinha foi adquirida pelo Goiás Esporte Clube, na década de 1960. Naquela altura, o terreno era de propriedade municipal, onde anteriormente funcionava a Fazenda Macambira. Neste espaço foi construída a sede administrativa do Goiás, campos de futebol, concentração e o Ginásio Luiz Torres de Abreu.
Em 1995 foi construído o Estádio Hailé Pinheiro. Todo o complexo foi modernizado em 2003 na direção de Raimundo Queiroz.
Em 2013, na gestão de João Bosco Luz, o Estádio Hailé Pinheiro passou por reformas para receber a Seleção Brasileira antes da Copa das Confederações. Foi colocado um novo gramado, de Padrão FIFA, que é utilizado nas Arenas de Copa do Mundo. Foram construídos vestiários modernos; nova sala de imprensa; etc.
Em julho de 2018, na gestão de Marcelo Almeida, começou a reforma de ampliação das arquibancadas. Diante do Novo Horizonte, em 23 de janeiro de 2019, o Goiás inaugurou o tobogã sul da Serrinha. Após o estadual, as reformas continuarão.
Quando o estádio atingir a capacidade aceita pela CBF para jogos do Brasileirão Série A, o Goiás irá atuar em seu caldeirão, deixando o icônico Serra Dourada.
Entre os meses de Outubro e Novembro de 2019 o Estádio da Serrinha, recebeu 8 partidas de futebol da Copa do Mundo FIFA Sub-17 de 2019.
Em fevereiro de 2020 a segunda etapa da reforma do estádio começou, a arquibancada leste seria totalmente reformulada, a previsão era que em dezembro de 2020 a reforma estaria pronta. A pandemia de COVID-19 acabou atrapalhando o andamento das obras, sendo assim a previsão de entrega da obra foi adiada.
Durante o andamento das obras, a diretoria do Goiás iniciou a campanha "Doe Sua Cadeira", na qual os torcedores doavam suas cadeiras e tinham direito de ter o seu nome, atrás da mesma.
Com a volta do público aos estádios no Brasil em 2021, o Goiás recebeu torcedores na nova arquibancada pela primeira vez, no dia 26 de outubro de 2021, diante do Botafogo. Enfim estava inaugurada a arquibancada leste.
Atualmente a Serrinha é utilizada para jogos do Campeonato Goiano, da Copa do Brasil e do Brasileirão Série A.
O estádio é conhecido nacionalmente por ter um dos melhores gramados do país, diversos jogadores já elogiaram o gramado, ressaltando a sua qualidade. 

## Estatísticas

### Maiores Públicos:
| Data                   | Competição          | Público Total | Público Pagante | Adversário           | Ref. |
| ---------------------- | ------------------- | ------------- | --------------- | -------------------- | ---- |
| 27 de agosto de 2022   | Brasileirão Série A | 13.781        | 12.370          | Atlético Goianiense  |      |
| 13 de julho de 2022    | Copa do Brasil      | 13.607        | 12.097          | Atlético Goianiense  |      |
| 2 de abril de 2022     | Campeonato Goiano   | 13.211        | 12.294          | Atlético Goianiense  |      |
| 16 de abril de 2022    | Brasileirão Série A | 12.864        | 11.442          | Palmeiras            |      |
| 19 de julho de 2022    | Brasileirão Série A | 11.974        | 9.397           | Fluminense           |      |
| 23 de março de 2022    | Campeonato Goiano   | 11.496        | 11.014          | Iporá                |      |
| 30 de julho de 2022    | Brasileirão Série A | 11.267        | 9.446           | Coritiba             |      |
| 28 de novembro de 2021 | Brasileirão Série B | 11.207        | 10.676          | Brusque              |      |
| 15 de maio de 2022     | Brasileirão Série A | 11.070        | 9.538           | Santos               |      |
| 30 de abril de 2022    | Brasileirão Série A | 10.165        | 8.329           | Atlético Mineiro     |      |
| 17 de março de 2022    | Copa do Brasil      | 9.984         | 9.484           | Criciúma             |      |
| 27 de janeiro de 2019  | Campeonato Goiano   | 9.107         | 7.710           | Vila Nova            |      |
| 9 de julho de 2022     | Brasileirão Série A | 9.044         | 7.323           | Athletico Paranaense |      |
| 12 de junho de 2022    | Brasileirão Série A | 9.011         | 7.848           | Ceará                |      |
| 6 de abril de 2019     | Campeonato Goiano   | 8.772         | 8.176           | Goiânia              |      |